# Obleganje Verone (541)
Obleganje Verone pozimi leta 541 je bila spopad med gotsko vojno (535–554).
Bizantinska vojska je skoraj zavzela mesto, potem ko je s pomočjo izdajalcev zavzela mestna vrata, vendar je med Bizantinci izbruhnil prepir glede razdelitve plena. Ostrogoti pod Totilo so izkoristili nered in ponovno zavzeli mesto.

## Obleganje
Bizantinci so oblegali mesto s približno 12.000 vojaki. Med obleganjem je lokalna straža ostrogotske vojske sodelovala z Bizantinci in jim dovolila vstop v mesto. Ostrogoti so se bili prisiljeni umakniti iz mesta in so izkoristili neorganizirano bizantinsko vojsko, katere se je večina še vedno nahajala zunaj mesta in je bila zaposlena s prepiri glede "razdelitve" plena; pri še vedno odprtih vratih so Ostrogoti planili v mesto in napadli Bizantince iz notranjosti mesta. Tisti Rimljani, ki so se že znašli v mestu, so bili tako prisiljeni pobegniti.
Ko so Bizantinci opustili obleganje, jih je Totila zasledoval in jih premagal v bitki pri Faventiji.